# Ivica Mornar
Ivica Mornar (Split, 1974. január 12. –), horvát válogatott labdarúgó.
A horvát válogatott tagjaként részt vett a 2004-es Európa-bajnokságon.

## Sikerei, díjai
Hajduk Split
- Horvát bajnok (3): 1992, 1993–94, 1994–95
- Horvát kupa (2): 1992–93, 1994–95

Anderlecht
- Belga bajnok (1): 2003–04